# Paula-Ludwig-Platz

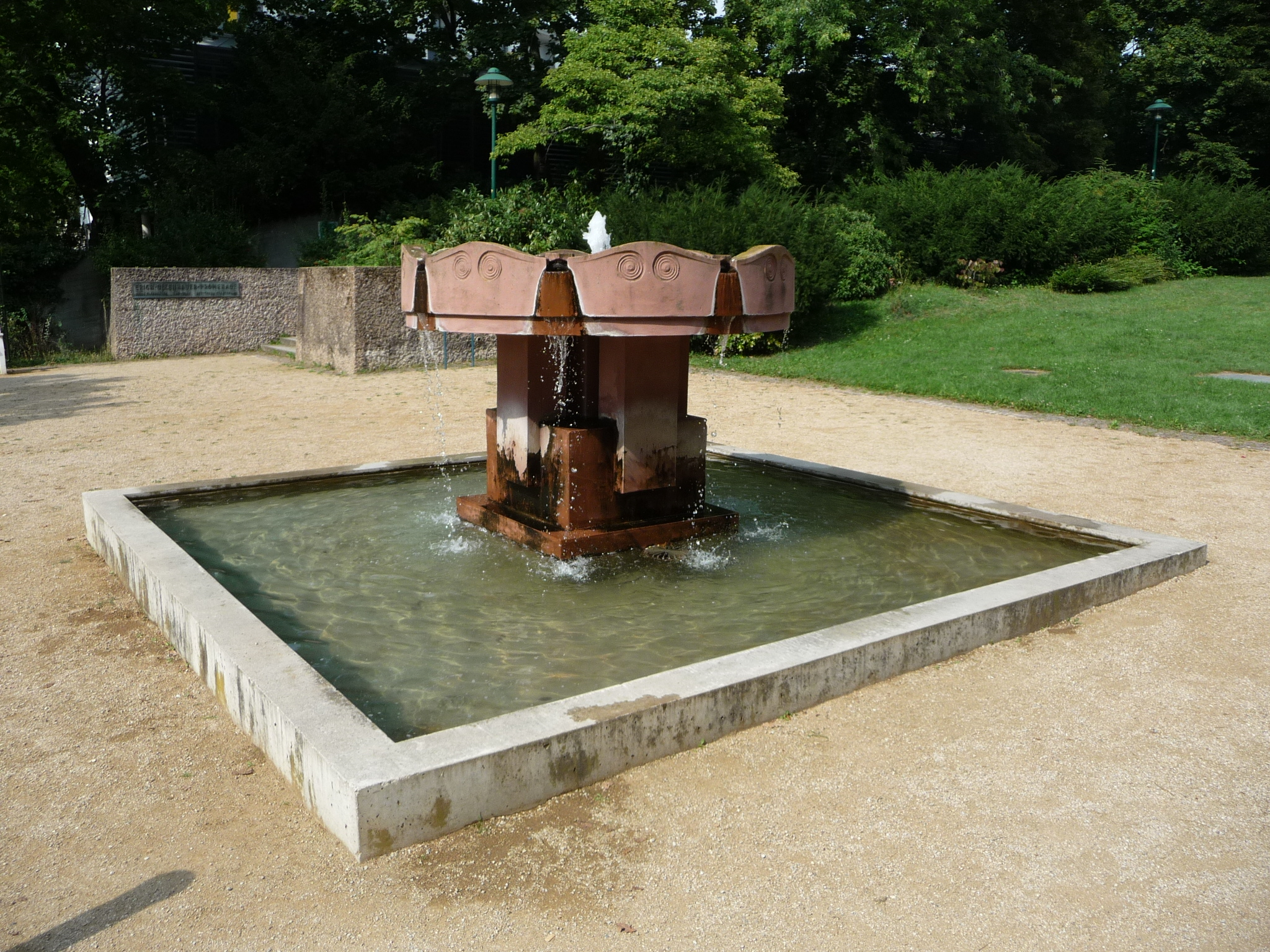
Jugendstilbrunnen (2014)

Der Paula-Ludwig-Platz ist ein Platz in Darmstadt am Westhang der Mathildenhöhe und ist Bestandteil der Erich-Ollenhauer-Promenade.
Der Paula-Ludwig-Platz wurde nach der Lyrikerin Paula Ludwig benannt.

## Platzgestaltung und Bebauung
Auf dem Platz befinden sich zwei Jugendstilbrunnen und die Statue "Die Badende" von Bernhard Hoetger sowie mehrere Sitzbänke. 
An der Nordostecke befindet sich das Dialyse Centrum Alice Park, die Prinzessin-Margaret-Kinderklinik und das Alice-Hospital Darmstadt. 
Auf der Ostseite verbindet die Erich-Ollenhauer-Promenade den Paula-Ludwig-Platz mit der Mathildenhöhe.
An der Südwestecke befindet sich das Ledigenwohnheim (Ernst-Neufert-Haus).
Auf der Westseite verläuft die Pützerstraße.
Koordinaten: 49° 52′ 34,3″ N, 8° 39′ 47,8″ O